# Bad Temper Joe
Bad Temper Joe (Bielefeld, ...) è un cantautore, compositore e musicista tedesco.
Suona una chitarra Weissenborn e ha pubblicato dieci album dal 2014. All'International Blues Challenge di Memphis 2020 è stato l'unico europeo tra i finalisti nella categoria "solo/duo". È vincitore della German Blues Challenge 2022. Il suo gruppo si chiama Bad Temper Joe and his Band.

## Discografia

### Album in studio
- 2014 – Sometimes a Sinner
- 2015 – Tough Ain't Easy
- 2016 – Double Trouble
- 2017 – Solitary Mind
- 2017 – Bad Temper Joe and His Band
- 2019 – The Maddest of Them All
- 2020 - The Memphis Tapes
- 2022 - Glitter & Blues
- 2023 - At the Villa (CD)
- 2024 - The Acoustic Blues Guitar Revue

### Album live
- 2014 – Man for the Road
- 2018 – Ain't Worth a Damn

### Collaborazioni in studio
- 2019 – Haunt (con Fernant Zeste)
- 2024 - Songs’N’Slide (assieme a Michael van Merwyk)

### Premi
- 2022 German Blues Challenge: vincitore nella categoria "Gruppo"
- 2020 International Blues Challenge: finalista nella categoria "Solo/Duo"[2]
- 2019 German Blues Challenge: vincitore nella categoria "Solo"